# Wedelia oxylepis
Wedelia oxylepis là một loài thực vật có hoa thuộc họ Asteraceae.
Loài này chỉ có ở Ecuador.
Môi trường sống tự nhiên của chúng là rừng ẩm vùng đất thấp nhiệt đới hoặc cận nhiệt đới.
Chúng hiện đang bị đe dọa vì mất môi trường sống.